# Hugh Nelson (Politiker, 1768)

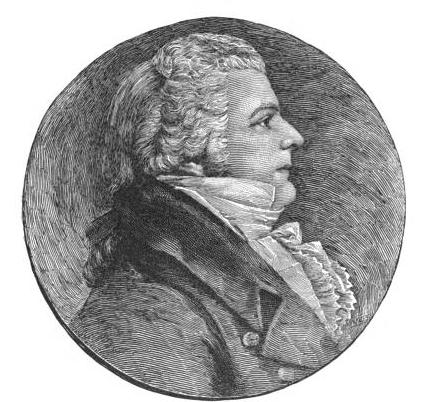
Hugh Nelson

Hugh Nelson (* 30. September 1768 in Yorktown, Kolonie Virginia; † 18. März 1836 im Albemarle County, Virginia) war ein US-amerikanischer Politiker. Zwischen 1811 und 1823 vertrat er den Bundesstaat Virginia im US-Repräsentantenhaus.

## Werdegang
Hugh Nelson war der Sohn von Gouverneur Thomas Nelson (1738–1798). Er besuchte die öffentlichen Schulen seiner Heimat und studierte danach bis 1780 am College of William & Mary in Williamsburg. Später schlug er eine politische Laufbahn ein. Von 1786 bis 1791 saß Nelson im Senat von Virginia. Ende der 1790er Jahre wurde er Mitglied der von Thomas Jefferson gegründeten Demokratisch-Republikanischen Partei. Zwischen 1805 und 1809 sowie nochmals in den Jahren 1828 und 1829 gehörte er dem Abgeordnetenhaus von Virginia an, wo er auch als Speaker fungierte. Zwischenzeitlich war er Richter am General Court.
Bei den Kongresswahlen des Jahres 1810 wurde Nelson im 21. Wahlbezirk von Virginia in das US-Repräsentantenhaus in Washington, D.C. gewählt, wo er am 4. März 1811 die Nachfolge von David S. Garland antrat. Nach fünf Wiederwahlen konnte er bis zu seinem Rücktritt am 14. Januar 1823 im Kongress verbleiben. Seit 1813 vertrat er dort als Nachfolger von John Clopton den 22. Distrikt seines Staates. Während drei Legislaturperioden war Nelson Vorsitzender des Justizausschusses. In seine Zeit als Kongressabgeordneter fiel der Britisch-Amerikanische Krieg von 1812.
Nelsons Rücktritt als Kongressabgeordneter erfolgte nach seiner Ernennung zum amerikanischen Gesandten in Spanien durch Präsident James Monroe. Dieses Amt bekleidete er als Nachfolger von John Forsyth zwischen dem 15. Januar 1823 und dem 23. November 1824. Er starb am 18. März 1836 auf seinem Anwesen Belvoir im Albemarle County.